# Опасный отряд
«Опасный отряд» (англ. Danger Force) — американский комедийный телесериал, разработанный Кристофером Новаком. Премьера сериала в США состоялась 28 марта 2020 года на телеканале Nickelodeon, в России 16 октября 2020 года на русскоязычной версии канала, 3 июня 2021 года на Paramount Play в сервисе IVI, и 11 июня 2021 года в Okko на Paramount+. Является спин-оффом сериала "Опасный Генри".

## Сюжет
Прошло три недели с тех пор, как Капитан Чел и Опасный Малый победили Дрекса. Теперь, когда Генри работает в Dystopia, Капитан Чел и Швоз открывают академию одаренных, где первыми учениками становятся Чапа, Майлз, Мика и Боус — дети, которые подверглись воздействию энергии оружия Омега и приобрели сверхспособности. Эти четверо ребят объединились и назвали свою команду «Опасный отряд». Первое, что должны освоить будущие супергерои — это ложь. Талантливый и опытный в этом деле Швоз учит детей, как управлять новообретённой силой и при этом скрывать свою тайную личность.
Опасный отряд жаждет вступить в бой и бороться с преступниками, но Капитан Чел утверждает, что в Холмогорске случилась «криминальная засуха» — все злодеи затаились, жизнь в городе спокойна и безопасна. Однако ребята выясняют, что предводитель их обманывает. Возмущенные этим фактом, они не понимают, что Капитан Чел оберегает их от опасностей, ведь дети не освоили свои способности, не умеют управлять ими и пользоваться в полной мере. Ученики осознают это позже, когда, телепортировавшись в тюрьму, попытались сразиться с плохими парнями, но вместо этого выпустили опасных преступников на волю. У Капитана Чела появятся новые помощники Чапа, Мика, Боус и Майлз. Каждый из них обладает суперспособностью. Способности они получили случайно, и теперь им предстоит стать настоящими супергероями.

## Описание
Четверо детей: Чапа, Майлз, Мика и Боус — приглашены в Холмогорскую Академию для одаренных. Школа, задуманная Капитаном Челом, и воплощенная в жизнь его помощником Швозом, приютила этих новых супергероев, которые совершенно случайно получили суперсилы и теперь должны научиться пользоваться пока ещё неконтролируемые сверхспособностями, чтобы в будущем стать борцами с преступностью. Молодые супергерои должны хранить свою настоящую личность в секрете как от своих семей, так и от злодеев, которые непременно захотят их уничтожить, если узнают.

## Персонажи
- Рэй / Капитан Чел (Купер Барнс) — неуязвимый супергерой-резидент Свэлвью. Он тренирует Опасный отряд, чтобы ребята в будущем стали супергероями.
- Швоз (Майкл Д. Коуэн[англ.]) — изобретатель, который снабжает Капитана Чела и Опасный отряд разными чудными приспособлениями.
- Чапа (Аван Флорес) — девочка, которая обладает способностью к электрокинезу. Её супергеройское имя — Вольт.
- Майлз (Терренс Литтл Гарденхай) — брат Мики, который обладает способностью к телепортации. Его супергеройское имя — Порт.
- Мика (Дана Хит) — сестра Майлза, которая обладает способностью к пронзительному крику. Её супергеройское имя — Ультракрик.
- Боус (Лука Лухан) — пасынок вице-мэра Вилларда, обладает способностью к телекинезу. Его супергеройское имя — Мозгоштурм.

## Производство
19 февраля 2020 года было объявлено, что премьера спин-оффа «Опасный отряд» состоится 28 марта 2020 года. В сериал вернулась часть актёров из телесериала «Опасный Генри»: Купер Барнс и Майкл Д. Коуэн. Изначально было запланировано 13 серий в 1 сезоне.
В качестве разработчика и исполнительного продюсера шоу выступил Кристофер Новак. Купер Барнс и Джейс Норман являются одними из продюсеров шоу.
Эпизод, связанный с карантином, был снят и произведён виртуально, и вышел в эфир 9 мая 2020 года.
4 августа 2020 года было объявлено, что 5 мини-эпизодов выйдут 8 августа 2020 года.
18 марта 2021 года сериал был продлён на 2 сезон, который состоит из 26 серий.
25 августа 2022 года сериал был продлён на 3 сезон, который состоит из 13 серий.

## Список серий

### Первый сезон (2020—2021)
| № | Название                              | Сценарист(-ы)                 | Режиссёр(-ы)       | Показ в США     | Показ в России                                        | Произв. код |
| --- | ------------------------------------- | ----------------------------- | ------------------ | --------------- | ----------------------------------------------------- | ----------- |
| 1 | «The Danger Force Awakens»            | Кристофер Новак               | Майк Кэрон         | 28 марта 2020   | —                                                     | 101         |
| У Капитана Чела новая команда супергероев-помощников - Опасный отряд. Когда он говорит им, что в Холмогорске наступил "не сезон преступлений", дети начинают подозревать, что он борется с преступниками без них.                              |                                       |                               |                    |                 |                                                       |             |
| 2 | «Рэй сходит с ума»                    | Саманта Мартин                | Эвелин Беласко     | 11 апреля 2020  | 16 октября 2020 (Nickelodeon), 11 июня 2021 (Okko)    | 102         |
| В Холмогорскую Академию для одаренных поступают два новых ученика, что мешает Опасному отряду выполнять свою работу. Опасный отряд и Капитан Чел объединяют усилия и применяют свои способности, чтобы вынудить новичков уйти.                 |                                       |                               |                    |                 |                                                       |             |
| 3 | «Say My Name»                         | Джейк Фэрроу                  | Адам Вайсман       | 4 апреля 2020   | —                                                     | 103         |
| 4 | «Ночь злодеев»                        | Эндрю Томас                   | Майкл Д. Коуэн     | 18 апреля 2020  | 23 октября 2020 (Nickelodeon), 11 июня 2021 (Okko)    | 104         |
| Опасный отряд и Капитан Чел притворяются злодеями, чтобы проникнуть в Подземелье поединков и поймать преступника. Если их раскусят, им придется сражаться со всеми сильнейшими злодеями Холмогорска сразу.                                     |                                       |                               |                    |                 |                                                       |             |
| 5 | «Игры мимов»                          | Сэм Беккер                    | Русс Рэйнсел       | 25 апреля 2020  | 30 октября 2020 (Nickelodeon), 11 июня 2021 (Okko)    | 105         |
| Опасный отряд и Капитана Чела вызывают в Париж защитить национальные сокровища Франции, а Боус случайно остается один и пытается помешать Карапузу проникнуть в Чел-Гнездо.                                                                    |                                       |                               |                    |                 |                                                       |             |
| 6 | «Влюблённость Чапы»                   | Джессика Поттер               | Дэвид Кендалл      | 1 августа 2020  | 06 ноября 2020 (Nickelodeon), 11 июня 2021 (Okko)     | 106         |
| Когда Опасный отряд проваливает задание из за Влюблённости Чапы, команда вынуждена найти предмет её обожания и заставить свою подругу стать самой собой.                                                                                       |                                       |                               |                    |                 |                                                       |             |
| 7 | «Quaran-kini»                         | Кристофер Новак               | Майк Коран         | 9 мая 2020      | —                                                     | 107         |
| 8 | «Мучения Мики»                        | Нэтен Нэтчелл                 | Майк Кэрон         | 14 ноября 2020  | 02 июня 2021 (Nickelodeon), 11 июня 2021 (Okko)       | 108         |
| Мика учится перестать ябедничать, но из-за неожиданной выходки мамы Швоза она проваливает испытание. |                                       |                               |                    |                 |                                                       |             |
| 9 | «Возвращение Опасного Малого»         | Джейк Фэрроу                  | Майк Кэрон         | 7 ноября 2020   | 15 марта 2021 (Nickelodeon), 15 июля 2021 (Okko)      | 109         |
| Генри Харт возвращается и отвлекает Рэя от борьбы с преступностью. Опасный отряд вынужден отправиться на несколько миссий без Капитана Чела. Настроение у всех омрачается, когда в Холмогорске появляется опасный охотник за головами.         |                                       |                               |                    |                 |                                                       |             |
| 10 | «Тысячелетняя война подстав: часть 1» | Анжела Ярброу                 | Майк Кэрон         | 21 ноября 2020  | 16 июня 2021 (Nickelodeon), 18 июня 2021 (Okko)       | 110         |
| Древняя война подстав между Холмогорском и Отстоевском разражается снова, и Опасный отряд надеется на исход конфликта в свою сторону благодаря невероятному умению УльтраКрик устраивать подставы.                                             |                                       |                               |                    |                 |                                                       |             |
| 11 | «Тысячелетняя война подстав: часть 2» | Анжела Ярброу                 | Майк Кэрон         | 28 ноября 2020  | 23 июня 2021 (Nickelodeon), 20 июня 2021 (Okko)       | 111         |
| Бушует война подстав, и лучшая шутница Опасного отряда, УльтраКрик, переходит на сторону Отстоевска. Капитан Чел и Опасный Отряд должны придумать, как раз и навсегда положить конец этой войне.                                               |                                       |                               |                    |                 |                                                       |             |
| 12 | «Подбитый Санта: часть 1»             | Нэтен Нэтчелл                 | Майк Кэрон         | 12 декабря 2020 | 25 декабря 2021 (Nickelodeon), 03 декабря 2021 (Okko) | 112         |
| Опасный отряд узнает настоящую историю Рождества. Однако, когда сани Санты сбивают в воздухе, древнее заклятие снимается, и судьба Санты оказывается на волоске.                                                                               |                                       |                               |                    |                 |                                                       |             |
| 13 | «Подбитый санта: часть 2»             | Сэм Беккер                    | Майк Кэрон         | 18 декабря 2020 | 26 декабря 2021 (Nickelodeon), 03 декабря 2021 (Okko) | 113         |
| Борьба за спасение праздника разгорается. Опасный отряд вынужден биться с Крампусом на его территории. Смогут ли они спасти Рождество? |                                       |                               |                    |                 |                                                       |             |
| 14 | «Игры Виджи»                          | Эндрю Томас                   | Эвелин Беласко     | 23 января 2021  | 30 июня 2021 (Nickelodeon), 15 июня 2021 (Okko)       | 114         |
| Опасный отряд и Капитан Чел увлекаются съемкой видео с поздравлениями от знаменитостей, чтобы подзаработать. Однако, съемка видео превращается всоревнование в популярности, и они отправляют видео, которое раскрывает их секретные личности. |                                       |                               |                    |                 |                                                       |             |
| 15 | «Проверка друзей»                     | Саманта Мартин                | Эльвира Ибрагимова | 30 января 2021  | 07 июля 2021 (Nickelodeon), 22 июня 2021 (Okko)       | 115         |
| Капитан Чел исподтишка подвергает Опасный отряд нескольким испытаниям, чтобы проверить, может ли он им доверять. Но когда его проверки выходят из-под контроля, становится понятно, кому можно доверять.                                       |                                       |                               |                    |                 |                                                       |             |
| 16 | «Малыш Динамит»                       | Джейк Фэрроу                  | Эвелин Беласко     | 6 февраля 2021  | 14 июля 2021 (Nickelodeon), 16 июля 2021 (Okko)       | 116         |
| Опасный отряд случайно забывает о совместных планах с Рэем, и он берет в команду нового члена, чтобы заставить их ревновать |                                       |                               |                    |                 |                                                       |             |
| 17 | «Борьба близнецов»                    | Кристофер Новак               | Майк Кэрон         | 27 февраля 2021 | 21 июля 2021 (Nickelodeon), 06 июля 2021 (Okko)       | 117         |
| Капитан Чел заставляет близнецов-супергероев УльтраКрик и Порта соперничать друг с другом в ловле преступников с использованием их собственных методов.                                                                                        |                                       |                               |                    |                 |                                                       |             |
| 18 | «Монсти»                              | Ник Досман, Шамар Майкл Кюри  | Русс Рэйнсел       | 20 февраля 2021 | 28 июля 2021 (Nickelodeon), 14 июля 2021 (Okko)       | 118         |
| Мика слишком старается стать работником месяца в Чел-Гнезде и создает монстра, который может помешать проведению телемарафона. |                                       |                               |                    |                 |                                                       |             |
| 19 | «Радиоактивный кот»                   | Анжела Ярброу                 | Эвелин Беласко     | 6 марта 2021    | 04 августа 2021 (Nickelodeon), 21 июля 2021 (Okko)    | 119         |
| Мама Боуса Селия подбирает радиоактивного кота, которого потерял Швоз у школы, и забирает его домой. Опасный отряд и Капитан Чел должны успеть вернуть кота, пока он не заразил все вокруг.                                                    |                                       |                               |                    |                 |                                                       |             |
| 20 | «Видения Майлза»                      | Сэм Беккер                    | Адам Вайсман       | 13 марта 2021   | 11 августа 2021 (Nickelodeon), 27 июля 2021 (Okko)    | 120         |
| Майлз начинает видеть события будущего, а Капитан Чел считает, что это проделки холмогорского злодея Времяпрыгера |                                       |                               |                    |                 |                                                       |             |
| 21 | «В ХАО обитают призраки»              | Анжела Ярброу                 | Адам Вайсман       | 26 июня 2021    | 18 августа 2021 (Nickelodeon), 20 августа 2021 (Okko) | 121         |
| Рэй узнает, что в школе живет надоедливый призрак из 1920х, и Опасный Отряд пытается помочь призраку закончить незавершенные дела и покинуть школу.                                                                                            |                                       |                               |                    |                 |                                                       |             |
| 22 | «Возвращение месье Чела»              | Нэтел Нэтчелл                 | Майк Кэрон         | 12 июня 2021    | 03 декабря 2021 (Nickelodeon), 18 ноября 2021 (Okko)  | 122         |
| Капитан Чел объявляет забастовку, потому что он отказывается платить за предметы искусства, уничтоженные им во время миссии. Вице-мэр нанимает нового супергероя, чтобы защищать Холмогорск, - месье Чела.                                     |                                       |                               |                    |                 |                                                       |             |
| 23 | «Семейная ложь»                       | Кристофер Новак, Джейк Фэрроу | Эвелин Беласко     | 3 июля 2021     | 10 декабря 2021 (Nickelodeon), 05 ноября 2021 (Okko)  | 123         |
| В школе родительский вечер, и Рэй должен сфотографировать членов Опасного отряда вместе с родителями, иначе школу закроют. Все усложняется, когда Чапа нанимает Джейка Харта на роль своего отца.                                              |                                       |                               |                    |                 |                                                       |             |
| 24 | «Земля - Боусу»                       | Саманта Мартин                | Русс Рэйнсел       | 10 июля 2021    | 17 декабря 2021 (Nickelodeon), 13 ноября 2021 (Okko)  | 124         |
| Странные вещи начинают происходить, когда Боус влюбляется в инопланетянку. |                                       |                               |                    |                 |                                                       |             |
| 25 | «Manlee Men»                          | Майкл Д. Коуэн, Эндрю Томас   | Майкл Д. Коуэн     | 19 июня 2021    | —                                                     | 125         |
| 26 | «Пристегните ремни»                   | Эндрю Томас, Шамар Майкл Кюри | Майк Кэрон         | 17 июля 2021    | 24 декабря 2021 (Nickelodeon), 20 ноября 2021 (Okko)  | 126         |
| Капитан Чел и Опасный отряд получают задание доставить крупнобюджетный голливудский фильм на премьерный показ, но продюсер предупреждает, что конкурирующие студии и сетевые тролли хотят украсть картину.                                     |                                       |                               |                    |                 |                                                       |             |

### Второй сезон (2021—2022)
| № | Название                             | Режиссёр(-ы)          | Сценарист(-ы)      | Показ в США     | Показ в России               | Произв. код |
| --- | ------------------------------------ | --------------------- | ------------------ | --------------- | ---------------------------- | ----------- |
| 27 | «Самозванец среди нас»               | Майк Кэрон            | Кристофер Новак    | 23 октября 2021 | 22 апреля 2022 (Nickelodeon) | 201         |
| Рик Твитлер возвращается с новым планом по контролю разума Мики через зловещую VR-игру. И теперь опасному отряду предстоит изгнать Рика Твитлера из Мики, прежде чем мир вернётся в тёмные века.                                                    |                                      |                       |                    |                 |                              |             |
| 28 | «Опасность среди нас»                | Майк Кэрон            | Джэйк Фэрроу       | 30 октября 2021 | —                            | 202         |
| Майлза посетило видение, что Рик Твитлер всё ещё рядом, и Опасный отряд отправляется в чел-гнездо на его поиски и попутно встречает своего старого врага.                                                                                           |                                      |                       |                    |                 |                              |             |
| 29 | «Киборг среди нас»                   | Майк Кэрон            | Эндрю Томас        | 6 ноября 2021   | —                            | 203         |
| Чел-гнездо улетает в космос, и теперь опасному отряду нужно вернуть корабль на Землю, пока Рик Твитлер и его армия живых разумных компьютерных вирусов не захватили мир и не уничтожили интернет.                                                   |                                      |                       |                    |                 |                              |             |
| 30 | «Генри среди нас»                    | Майк Кэрон            | Кристофер Новак    | 13 ноября 2021  | —                            | 204         |
| Когда киборг Рик Твитлер похищает Вольт и УльтраКрик, Генри Харт возвращается из Дистопии, чтобы спасти своих друзей и навсегда остановить антиинтернетного киборга.                                                                                |                                      |                       |                    |                 |                              |             |
| 31 | «Где мой чел-багги, чувак?»          | Рассел Малкэй         | Нэйтан Кнетчел     | 13 января 2022  | —                            | 205         |
| Когда опасный отряд без разрешения берёт любимый чел-багги капитана, машина попадает в руки Тупого Джеффа и Карапуза. И теперь команде предстоит выследить её и вернуть до того, как об этом узнает Рэй.                                            |                                      |                       |                    |                 |                              |             |
| 32 | «Mika Musical»                       | Майк Кэрон            | Шукри Абди Мохамед | 6 января 2022   | —                            | 206         |
| 33 | «Крампатуса»                         | Майкл Д. Коэн         | Шамар Майкл Керри  | 20 ноября 2021  | —                            | 207         |
| Опасный отряд пользуется случаем заработать денег и приглашает к себе холмогорский музыкальный фестиваль, но зловредный Крампус угрожает нарушить их планы.                                                                                         |                                      |                       |                    |                 |                              |             |
| 34 | «Бутылочники»                        | Эльвира Ибрагимова    | Рэйчел Венитски    | 10 февраля 2022 | —                            | 208         |
| После того, как Опасный отряд предотвращает ограбление в клубе «Лимонад» и с размахом отмечает свою победу, Рэй подначивает ребят повторить легендарную вечеринку без костюмов и суперспособностей.                                                 |                                      |                       |                    |                 |                              |             |
| 35 | «Девочка, кричавшая "опасность"»     | Майк Кэрон            | Дикки Мерфи        | 17 февраля 2022 | —                            | 209         |
| Вольт и УльтраКрик вынашивают план, как помешать фанатке-прилипале звонить с ложными призывами о помощи. |                                      |                       |                    |                 |                              |             |
| 36 | «Проблемы со способностями: Часть 1» | Эвелин Беласко        | Адриан МакНейр     | 20 января 2022  | —                            | 210         |
| Опасный отряд таинственным образом теряет суперсилы. Пока ребята ищут этому объяснение, угощение в популярном ресторане морепродуктов и пиратское гостеприимство помогают им не отчаяться.                                                          |                                      |                       |                    |                 |                              |             |
| 37 | «Проблемы со способностями: Часть 2» | Эвелин Беласко        | Джэйк Фэрроу       | 27 января 2022  | —                            | 211         |
| Опасный отряд раскрывает масштабный злодейский план, связанный с потерей суперсил, и теперь им предстоит столкнуться с врагами как на земле, так и на море.                                                                                         |                                      |                       |                    |                 |                              |             |
| 38 | «Атака клонов»                       | Леонард Р. Гарнер мл. | Джэйк Фэрроу       | 3 февраля 2022  | —                            | 212         |
| Когда Опасный отряд уезжает из города на миссию, Рэй зовёт на помощь клонов супергероев, но быстро понимает, что клоны только внешне похожи на своих геройских прототипов, а на самом деле они совсем, совсем другие.                               |                                      |                       |                    |                 |                              |             |
| 39 | «Миллиарды Билски»                   | Леонард Р. Гарнер мл. | Эндрю Томас        | 24 февраля 2022 | —                            | 213         |
| Когда Митч Билски поступает в ХАО, директор Рэй и Опасный отряд используют всё своё терпение и силы, чтобы он сделал невозможное и окончил школу.                                                                                                   |                                      |                       |                    |                 |                              |             |
| 40 | «Джек Обкорнатель»                   | Майк Кэрон            | Нэйтан Кнетчел     | 3 марта 2022    | —                            | 214         |
| Таинственный парикмахер совершает в Холмогорске серию ужасных стрижек, и Опасному отряду необходимо раскрыть его личность, чтобы самим не попасть под его ножницы.                                                                                  |                                      |                       |                    |                 |                              |             |
| 41 | «Зоопарк пришельцев»                 | Эвелин Беласко        | Шукри Абди Мохамед | 28 апреля 2022  | —                            | 215         |
| Опасный отряд становится экспонатом в Зоопарке пришельцев, и Майлзу приходится вызволять своих друзей, прежде чем они станут обедом инопланетянина.                                                                                                 |                                      |                       |                    |                 |                              |             |
| 42 | «Пойдем в кино!»                     | Майк Кэрон            | Шамар Майкл Керри  | 5 мая 2022      | —                            | 216         |
| УльтраКрик мечтает об уникальной возможности продать сценарий голливудскому продюсеру Дюсу Ван Найсу, но когда от волнения у неё отказывает воображение, Опасный отряд делится с ней своими эпичными - и эпично провальными - идеями для фильма.    |                                      |                       |                    |                 |                              |             |
| 43 | «Супи»                               | Майк Кэрон            | Рэйчел Венитски    | 9 апреля 2022   | —                            | 217         |
| "Супи"! Важнейшая церемония Холмогорска для супергероев, а Капитан Чел не приглашён. Опасный отряд заручается поддержкой Генри, чтобы этот вечер прошёл без сучка и задоринки!                                                                      |                                      |                       |                    |                 |                              |             |
| 44 | «Атака Миньяка»                      | Майк Кэрон            | Дикки Мерфи        | 12 мая 2022     | —                            | 218         |
| Когда лазейка в законе позволяет доктору Миньяку купить Чел-гнездо, Капитану Челу приходится стоять на своём и уживаться с новым кошмарным соседом, пока Опасный отряд ищет способ, как отменить сделку и не потерять Чел-гнездо навсегда.          |                                      |                       |                    |                 |                              |             |
| 45 | «Уличные бои»                        | Эвелин Беласко        | Анжела Ярброу      | 19 мая 2022     | —                            | 219         |
| Когда Опасный отряд вызывают принять участие в Холмогорском чемпионате уличного боя, им приходится овладеть этим древним боевым искусством и биться за свою честь... без суперспособностей.                                                         |                                      |                       |                    |                 |                              |             |
| 46 | «Телефон Чапы»                       | TBA                   | TBA                | 26 мая 2022     | —                            | 220         |
| Когда давно утерянный телефон Чапы возвращается в Чел-гнездо при таинственных обстоятельствах, её поиски правды угрожают развалить Опасный отряд.                                                                                                   |                                      |                       |                    |                 |                              |             |
| 47 | «Дядя Тромбон»                       | TBA                   | TBA                | 9 июня 2022     | —                            | 221         |
| В городе отключается электричество, и когда Чапа отправляется на помощь младшей сестре, остальной Отряд переходит черту в попытке вернуть её и запитать Чел-гнездо, чтобы выиграть конкурс.                                                         |                                      |                       |                    |                 |                              |             |
| 48 | «Что за новая школа?»                | TBA                   | TBA                | 16 июня 2022    | —                            | 222         |
| В результате неудачного эксперимента Швоза ХАО захватывают вредители. Опасному отряду приходится идти в обычную школу Холмогорска, где их накрывает внеклассная волна преступлений.                                                                 |                                      |                       |                    |                 |                              |             |
| 49 | «Классные герои»                     | TBA                   | TBA                | 23 июня 2022    | —                            | 223         |
| Опасный отряд отрывается в средней школе Холмогорска, но Рэй скучает по своим помощникам и придумывает уловки, как отпросить их с уроков. |                                      |                       |                    |                 |                              |             |
| 50 | «Свадьба трентолетия»                | TBA                   | TBA                | 30 июня 2022    | —                            | 224         |
| Капитан Чел и Опасный отряд предлагают провести в Гнезде свадьбу Трента Оверандера и его онлайн-девушки Трейси426. Когда отряд начинает подозревать, что Трейси426 выдаёт себя за другого человека, их вмешательство грозит расстроить празднество. |                                      |                       |                    |                 |                              |             |
| 51 | «Троянский отряд» «Unmasked»         | TBA                   | TBA                | 7 июля 2022     | —                            | 225         |
| Когда отпечатки пальцев Опасного отряда оказываются на улике с места преступления, героям приходится проникнуть в полицейский участок и стереть отпечатки, иначе их тайные личности - и сам Опасный отряд - будут раскрыты.                         |                                      |                       |                    |                 |                              |             |
| 52 | «Мы напортачили» «Unmasked»          | TBA                   | TBA                | 7 июля 2022     | —                            | 226         |
| Тайные личности оказываются раскрыты, и Опасный отряд не остановится ни перед чем, лишь бы не дать родителям узнать, кто скрывается под масками. |                                      |                       |                    |                 |                              |             |

### Третий сезон (2023—TBA)
| №  | Название                    | Режиссёр(-ы)          | Сценарист(-ы)     | Показ в США    | Произв. код |
| -- | --------------------------- | --------------------- | ----------------- | -------------- | ----------- |
| 53 | «The Force Returns Part 1»  | Майк Кэрон            | Кристофер Новак   | 20 апреля 2023 | 301         |
| 54 | «The Force Returns Part 2»  | Майк Кэрон            | Джейк Фэрроу      | 27 апреля 2023 | 302         |
| 55 | «Big Dynomite»              | Леонард Р. Гарнер мл. | Саманта Мартин    | 4 мая 2023     | 303         |
| 56 | «Guardians of the Ponytail» | Леонард Р. Гарнер мл. | Натан Кнехтель    | 11 мая 2023    | 304         |
| 57 | «Miles Sells His Soul»      | Леонард Р. Гарнер мл. | Шарма Майкл Карри | 18 мая 2023    | 305         |
| 58 | «SwellMelonFest»            | TBA                   | TBA               | 25 мая 2023    | 306         |
| 59 | «Hey, Where's Schwoz?»      | TBA                   | TBA               | 17 января 2024 | 307         |
| 60 | «TBA»                       | TBA                   | TBA               | TBA            | 308         |
| 61 | «TBA»                       | TBA                   | TBA               | TBA            | 309         |
| 62 | «TBA»                       | TBA                   | TBA               | TBA            | 310         |
| 63 | «TBA»                       | TBA                   | TBA               | TBA            | 311         |
| 64 | «TBA»                       | TBA                   | TBA               | TBA            | 312         |
| 65 | «TBA»                       | TBA                   | TBA               | TBA            | 313         |